# Dünnsporn-Fettkraut
Das Dünnsporn-Fettkraut (Pinguicula leptoceras), auch Dünnsporniges Fettkraut oder Weißgeschecktes Fettkraut, ist eine fleischfressende Pflanze aus der Gattung der Fettkräuter (Pinguicula), in der Sektion Pinguicula. Sie wurde 1823 von Heinrich Gottlieb Ludwig Reichenbach erstbeschrieben.

## Beschreibung
Zum Winter hin bildet die Pflanze ein Hibernakel und bildet erst im Frühjahr wieder Blätter aus. Fünf bis elf fleischige, gelbliche bis hellgrüne, länglich-elliptische Blätter bilden dabei eine flach am Boden liegende Rosette mit bis zu 8 cm Durchmesser. An der Oberfläche sind die Blätter klebrig vom Fangsekret, mit dem sie kleine Insekten (z. B. Trauermücken, Ameisen), aber auch Pollen fangen und, sobald Beute erzielt wird, durch Enzyme verdauen.
Im Juni und Juli blüht das Dünnspornige Fettkraut an einem bis zu 10 cm hohen, aus der Mitte der Rosette wachsenden Blütenstängel blauviolett mit weißem Schlundfleck in einzelner, zygomorpher, 20 bis 30 mm langer, walzlich gespornter Blüte. Die sich ausbildenden eiförmigen Fruchtkapseln tragen reichlich feine, schwarze Samen. Das Wurzelwerk ist weiß und fein.
Blütezeit ist von Mai bis Juli.
Die Chromosomenzahl beträgt 2n = 32.

## Verbreitung
Die Pflanze ist ein Alpen-Endemit und kommt in der Schweiz, Westösterreich (Kärnten, Salzburg, Tirol, Vorarlberg), Südostfrankreich und Norditalien vor. Diese Art schätzt helle Standorte auf feuchten Silikatböden zwischen 1300 und 3000 Meter NN. Sie ist eine Charakterart des Caricetum davallianae. In den deutschen Alpen findet sie sich nicht.

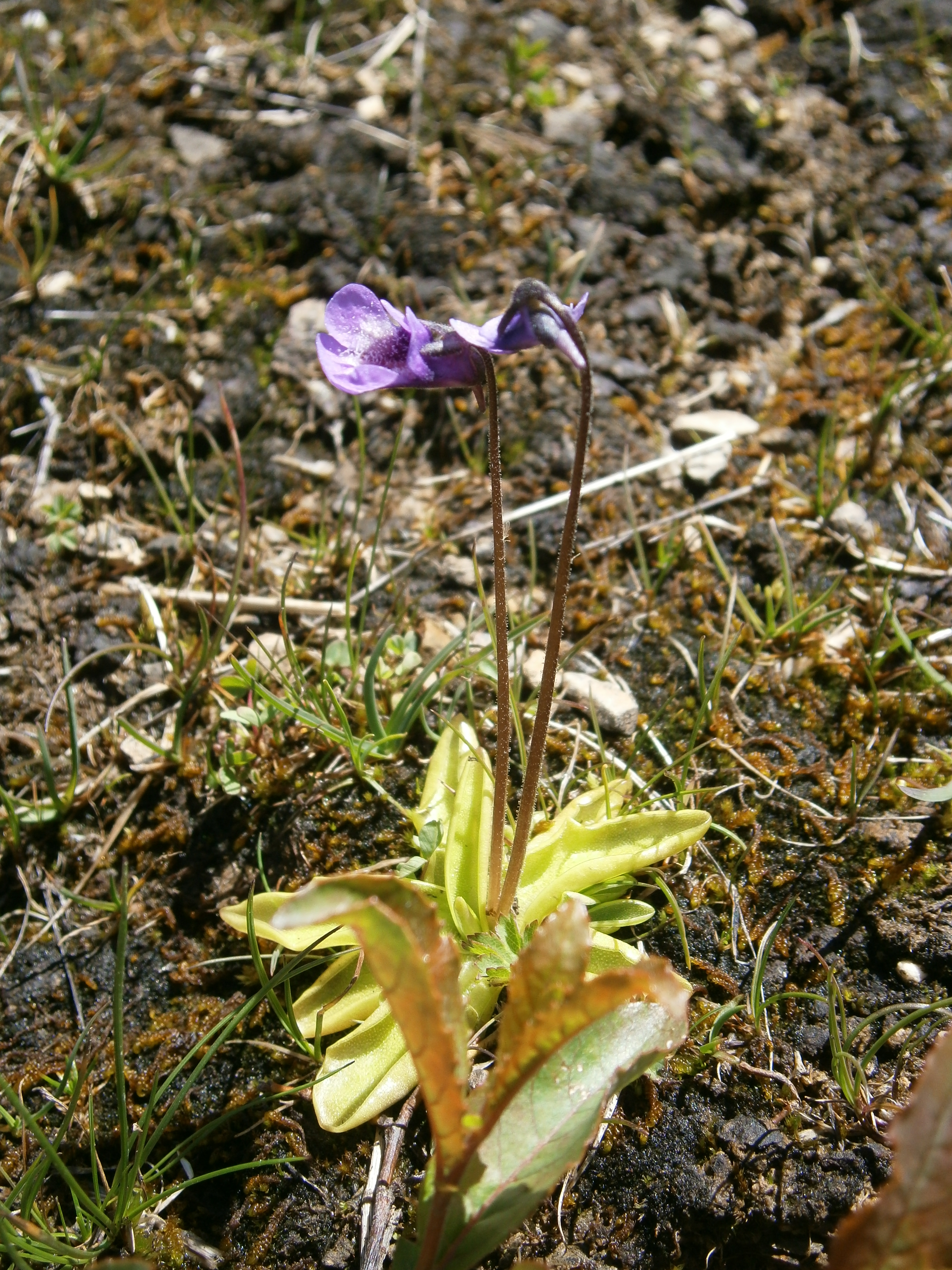
Dünnsporn-Fettkraut im Oisans in den französischen Alpen